# Heinrich Schlusnus
Heinrich Schlusnus (Braubach, 6 août 1888 - Francfort, 18 juin 1952) est un baryton allemand, parmi les plus éminents de sa génération, particulièrement renommé dans les opéras de Verdi et le lied.

## Biographie
Heinrich Schlusnus étudie d'abord à Francfort, puis à Berlin avec Louis Bacher. Il débute à Hambourg en 1915, dans le rôle du Héraut dr Lohengrin. Il chante à Nuremberg de 1915 à 1917, puis devient premier baryton de l'Opéra d'État de Berlin de 1917 à 1951. Il débute au Festival de Bayreuth en 1933 dans le rôle d'Amfortas de Parsifal.
Il chante les grands rôles de baryton du répertoire allemand, mais s'illustre particulièrement dans les opéras de Giuseppe Verdi durant la renaissance de ce dernier en Allemagne entre les deux guerres (1919-1939), se produisant notamment dans Rigoletto, Il trovatore, La traviata, Les Vêpres siciliennes, La Forza del destino et Don Carlos.
À l'étranger, il paraît à Vienne, Budapest, Paris, Bruxelles, Londres, Stockholm, Barcelone, et Chicago pendant la saison 1927-1928. En 1949, il entreprend une importante tournée en Amérique du Sud.
Schlusnus, qui possédait une voix souple à l'aigu aisé, était aussi très admiré comme chanteur de lieder.

## Discographie sélective
- Rigoletto, avec Heinrich Schlusnus, Erna Berger, Helge Rosvaenge, Margarete Klose, Josef Greindl ; Chœur et Orchestre de l'Opéra de Berlin sous la dir. de Robert Heger (1944).